# فيل لويس
فيل لويس (بالإنجليزية: Phill Lewis)‏ هو مخرج وممثل أمريكي، ولد في 4 سبتمبر 1968 في أوغندا.

## أعمال

### أفلام
- (1989) هيذرز
- (1991)  النسر الحديدي 3
- (1991) معاطف المدينة[6][7]
- (2014) أتمنى لو كنت هنا[8]

### مسلسلات
- آلي مكبيل
- ألعاب قناة ديزني
- أميريكان داد!
- جاغ
- جيسي[9][10]
- دارما وغريغ
- دامو ستحيل
- ذا سويت لايف أوف زاك أند كودي
- سكرابز
- شابة وجائعة
- فارس وفادي[11]
- كيف قابلت أمكما
- هانا مونتانا
- ويزردز أوف ويفرلي بليس[12]

## وصلات خارجية
- فيل لويس على موقع IMDb (الإنجليزية)
- فيل لويس على موقع روتن توميتوز (الإنجليزية)
- فيل لويس على موقع ألو سيني (الفرنسية)
- فيل لويس على موقع أول موفي (الإنجليزية)
- فيل لويس على موقع قاعدة بيانات الأفلام السويدية (السويدية)
- فيل لويس على موقع إن إن دي بي (الإنجليزية)
- فيل لويس على موقع قاعدة بيانات الفيلم (الإنجليزية)
- فيل لويس على موقع كينوبويسك (الروسية)